# I, Robot (Cory Doctorow)
I, Robot, é um conto de ficção científica de Cory Doctorow, publicado em 15 de abril de 2005. Uma história com uma pequena porção de Asimov e 1984 misturando-se com um cenário centrado em Toronto que ressoa com nomes familiares. O conto situa-se num futuro distópico não muito distante. Esta história faz parte da coleção de contos de 2007, "Overclocked: Stories of the Future Present", licenciado sob uma licença Creative Commons Atribuição-NonCommercial-ShareAlike 2.5.
A história ocorre em um mundo patrulhado que existe para garantir que apenas uma organização possa criar apenas um tipo específico de robô. A história segue o detetive Arturo Icaza de Arana-Goldberg enquanto tenta encontrar a filha adolescente desaparecida.